# Susan Redhead
Susan Redhead (sinh ngày 15 tháng 6 năm 1962) là một cựu nữ  người chơi crikê Tây Ấn. Bà đã chơi cho West Indies trong 3 ODI nữ. Bà cũng đã chơi cho đội cricket của phụ nữ Grenada.